# Uloborus filifaciens
Uloborus filifaciens är en spindelart som beskrevs av Richard Hingston 1927. Uloborus filifaciens ingår i släktet Uloborus och familjen krusnätsspindlar.
Artens utbredningsområde är Andamanerna. Inga underarter finns listade i Catalogue of Life.